# Binder-Kotrba Géza
Binder-Kotrba Géza (Pozsony, 1888. július 15. – Tegernsee, 1945. június 10.) vegyészmérnök, tanszékvezető egyetemi tanár, a gyakorlati mikrobiológia és enzimológia szakembere.

## Életpályája
1912-ben diplomázott a Műegyetemen, ahol vegyészmérnöki oklevelet szerzett. Ezt követően az egyetem mezőgazdasági kémiai technikai tanszékén volt tanársegéd, 1916-tól adjunktus. 1918-ban doktorált. 1923-tól az erjedési iparban használatos mikológiai vizsgálatok egyetemi magántanára volt. 1925–1926 között Berlinben vendégkutató volt, ahol a különböző erjedések közbenső termékeit vizsgálta, s tapasztalatait több, Berlinben megjelent szakcikkében összegezte. 1935-től egyetemi rendkívüli tanár volt. 1939-ben tanszékvezető rendkívüli tanár, 1941-ben nyilvános rendes tanár lett. 1942–1944 között a Magyar Chemiai Folyóirat társszerkesztője volt. 1944-ben óvóhelyet építtetett, ahol elhelyezték a tanszék értékes műszereit; 1944 decemberében a nyugatra telepített egyetemi hallgatók kísérőjeként utazott Németországba, s ott is hunyt el.

### Munkássága
Több mint 20 éven át dolgozott ’Sigmond Elek (1873–1939) mellett. Nevéhez fűződik a tanszék korszerűsítése, és a fokozott mikrobiológiai oktató- és kutatómunkára való felkészítése. Az erjedés mechanizmusának kutatója volt, s foglalkozott a C-vitamin alapanyagának, a szorbóznak mikrobiológiai előállításával. Egy kiváló oxidálóképességű acetobakter-törzset tiszta tenyészetben sikerült előállítania. Munkatársa volt a ’Sigmond Elek által írt Mezőgazdasági Chemiai Technológia (Budapest, 1919, 1923) című egyetemi jegyzetnek.

## Művei
- Technikai sikológia (Budapest, 1942)
- Mezőgazdasági kémiai technológia (Budapest, 1942)
- Cukorgyári eljárások (Budapest, 1944)